# Callophrys bipunctata
Callophrys bipunctata är en fjärilsart som beskrevs av Tutt 1907. Callophrys bipunctata ingår i släktet Callophrys och familjen juvelvingar. Inga underarter finns listade i Catalogue of Life.